# Oog in oog (televisieprogramma uit 2010)
Oog in oog is een televisieprogramma van de KRO-NCRV (voorheen KRO). De eerste uitzending was op 28 maart 2010, de laatste aflevering was op 2 november 2015. Elke uitzending bevat een een-op-eengesprek van Sven Kockelmann met een gast. In januari 2014 werd het programma tijdelijk vervangen door Eén op één, een dagelijkse variant op Nederland 2. De presentatie was toen afwisselend in handen van Eva Jinek en Sven Kockelmann.

## Gasten

### Seizoen 2010
Emile Roemer - Eboo Patel (adviseur van Barack Obama) - Václav Klaus - Femke Halsema - Rita Verdonk - Job Cohen - Onno Ruding - Bernard Wientjes - Hans Hoogervorst - Mark Rutte - Jan Peter Balkenende

### Seizoen 2011
Hans Hillen - Bram Moszkowicz - Geert-Jan Knoops - Joep van den Nieuwenhuyzen - Dominic Schrijer - Johan Derksen - Marine Le Pen - Onno Ruding - Job Cohen - Neelie Kroes - Freek de Jonge - Hans Wiegel - Dick Benschop - Peter R. de Vries

### Seizoen 2012
Herman Heinsbroek - Hans Spekman - Henk Bleker - Tofik Dibi - Frits Bolkestein - Emile Roemer - Mart Smeets - Jolande Sap - Hans Wiegel - Henk Krol - Bert van Oostveen - Theo Hiddema - Emile Ratelband - Arnold Karskens

### Seizoen 2013
Bram Moszkowicz - Diederik Samsom - John van den Heuvel - Ronald Plasterk - Roger van Boxtel - Leon de Winter - Ton Elias - Gerard Spong - Henk Kamp - Ewald Engelen - Neelie Kroes - Elco Brinkman - Jan Slagter - Maarten van Rossem - Eberhard van der Laan - Arjan Hehenkamp - Gordon Heuckeroth- Jeanine Hennis-Plasschaert - Nico Meijering - Fred Teeven - Bram Moszkowicz

### Seizoen 2014
Marco Borsato - Alexander Hug - Hans Spekman - Bram van Ojik - Inez Weski - Dimitri Bontinck - Jeanine Hennis-Plasschaert - Frits Bolkestein - Bart De Wever - Oscar Hammerstein - Quinsy Gario - Farid Azarkan - Thierry Baudet

### Seizoen 2015
Jort Kelder - Dennis Abdelkarim Honing - Bart Nooitgedagt - Hans van Baalen - Herman Heinsbroek - Brahim Bourzik - Boudewijn Poelmann - Emile Roemer - Rachid El Ghazoui - Wim Anker - Geert-Jan Knoops - Onno Ruding - Jan Marijnissen - Joost Eerdmans - Frank van Kappen - Henk Kamp - Ad Melkert - Jan Roos - Tinkebell - Joram van Klaveren

## Trivia
- In 2001 was er een gelijknamig programma bij de VARA, met Astrid Joosten als presentatrice. In dit programma staat een gast centraal waarvan de levensloop en carrière wordt doorlopen. Het is een vervolg op het programma De show van je leven.